# Giorgio Santelli
Giorgio „George“ Leslie Santelli (* 24. November 1897 in Budapest; † 8. Oktober 1985 in Teaneck) war ein italienischer Säbelfechter und -trainer.

## Leben
Giorgio Santelli nahm an den Olympischen Spielen 1920 in Antwerpen in zwei Disziplinen teil. Im Einzelwettbewerb erreichte er die Halbfinalrunde, die er auf dem sechsten Platz seiner Gruppe beendete. In der Mannschaftskonkurrenz blieb er mit der italienischen Equipe ohne Niederlage und wurde gemeinsam mit Dino Urbani, Aldo Nadi, Nedo Nadi, Oreste Puliti, Francesco Gargano und Baldo Baldi Olympiasieger. 1922 wurde er ungarischer Einzelmeister mit dem Säbel sowie österreichischer Meister mit dem Säbel und dem Florett. Sein Vater Italo Santelli war ebenfalls Fechter.
Santelli besuchte in seiner Geburtsstadt Budapest die Wirtschaftsschule. 1924 wanderte er in die Vereinigten Staaten aus, wo er eine Fechtschule gründete und als Choreograph für Fechtszenen am Broadway tätig war. Von 1928 bis 1952 war er Trainer der US-amerikanischen Olympiamannschaft. Er gründete darüber hinaus eine Firma, die Fechtausrüstungen verkaufte. 1963 wurde er in die Hall of Fame des US-amerikanischen Fechtverbandes aufgenommen.
Bis zu ihrer Scheidung im Jahr 1932 war er mit der Baronin Gizella Buskas verheiratet. Santelli heiratete später in den Staaten erneut. Mit Buskas hatte er eine Tochter, mit seiner zweiten Ehefrau eine Tochter und einen Sohn.